# 1665
1665 (MDCLXV) je bilo navadno leto, ki se je po gregorijanskem koledarju začelo na četrtek, po 10 dni počasnejšem julijanskem koledarju pa na nedeljo.

## Dogodki
- 1. januar
- 5. januar - v Franciji začne izhajati Journal des sçavans, prva znanstvena revija.
- 6. marec - izide prva številka Philosophical Transactions of the Royal Society, najstarejše znanstvene revije, ki izhaja še danes.
- 6. april - astronomi prvič ugledajo veliki komet iz leta 1665.
- 5. oktober - z odlokom vojvode Christiana Albrechta je ustanovljena Christiana Albertina, danes Univerza v Kielu.

## Rojstva
- 21. avgust - Giacomo Filippo Maraldi, francosko-italijanski astronom, matematik († 1729)
- - Peter Browne, irski anglikanski škof in teolog († 1735)

## Smrti
- 12. januar - Pierre de Fermat, francoski pravnik, matematik, fizik (* 1601)